# Helsinki-86
Le CTAG (letton : Cilvēktiesību aizstāvības grupa, Groupe de défense des droits de l'Homme) Helsinki-86 était un parti politique et une organisation pour la défense des droits de l'homme en URSS. Son nom est une référence aux Accords d'Helsinki et à l'année de sa fondation.
H86 était la première organisation ouvertement anti-communiste et opposée au régime soviétique.

## Historique
Helsinki-86  a été fondé en juillet 1986 dans le port letton de Liepāja par trois travailleurs : Linards Grantiņš, Raimonds Bitenieks et Mārtiņš Bariss.
Le 14 juin 1987, environ 5 000 personnes se rassemblent pour commémorer les victimes des déportations soviétiques vers les camps de travail en 1941,. Cet évènement est la première cérémonie du dépôt de gerbes de fleurs ayant lieu depuis l'occupation soviétique, la pratique ayant été bannie par les autorités soviétiques,. En réponse, le gouvernement soviétique organise une course cycliste au moment où la cérémonie devait avoir lieu et l'agence de presse Latinform affirme que seulement une poignée de gens ont participé à la manifestation. Pour briser le mouvement, les 3 chefs de Helsinki-86 ont aussi reçu l'ordre de suivre un entrainement militaire durant tout le mois de juin et l'un d'eux, Linards Grantiņš, est envoyé en prison pour 6 mois pour avoir refusé d'y aller (pour raisons médicales).
Le 23 août, il manifeste contre le Pacte germano-soviétique, qui a conduit à l'occupation soviétique de la Lettonie en 1940. Le 18 novembre, on célèbre, pour la première fois depuis 1940, le jour de l'indépendance lettonne.
Au début de la Révolution chantante, en 1988, Helsinki-86 compte une vingtaine de membres. Les plus actifs sont expulsés d'URSS en milieu d'année par les autorités soviétiques.
Le 25 mars 1988, le groupe appelle le peuple letton à se rassembler près du Monument de la Liberté pour commémorer les victimes de l'union soviétique. En juin, il sort dans les rues de Riga le drapeau de la Lettonie, interdit depuis 1940.
Le parti politique basé sur l'organisation est officiellement enregistré en 1988.